# Немировський Еммануїл Якович
Немировський Еммануїл Якович (1874, Кременчук, Полтавська губернія — 1934, Одеса) — адвокат, присяжний повірений Одеської судової палати, приват-доцент Новоросійського університету та професор Одеських вищих жіночих курсів.
Освіту здобув в Новоросійському університеті. Спеціаліст з кримінального права. Член Руської групи Міжнародного союзу криміналістів (з 1905 року). Викладав також в Одеському інституті народного господарства (з 1921 р.). Був автором статей з кримінального права та кримінального процесу у 2-му виданні «Енциклопедичного словника Брокгауза і Ефрона». Член-засновник Товариства правознавства і державних знань.

## Головні праці
- Преюдициальные вопросы в уголовном процессе в западноевроп. законодательствах. СПб., 1897.
- «Отношение приговора к обвинению» (магістерська дисертація 1906–1908).
- Задачи по уголовному праву: Пособіе для практическихъ занятій. — Одесса: Тип. «Техник», 1910. — 77 c.
- Меры социальной защиты и наказание в связи с сущностью вины. — Пг.: Сенат, типография, 1916. — 48 с.
- Основные начала уголовнаго права. — Одесса, 1917.
- Учебникъ уголовнаго права. Общая часть. — Одесса: Изданіе Акціонернаго Южно — Русскаго Общества Печатнаго Дъла, 1919. — 371 + I–V c.
- Советское уголовное право. Части общая и особенная. — 2-е изд., испр. и доп. — Одесса, 1926. — 368 c.